# Mart Saarma
Mart Saarma, född 29 juni 1949 i Tartu, är en estnisk molekylär cellbiolog verksam i Finland.
Saarma blev filosofie doktor 1975. Han arbetade 1971–1977 som forskare vid Tartu universitet, inklusive längre perioder som gästforskare i Novosibirsk och Moskva, och därefter som chef för Estniska vetenskapsakademiens molekylärgenetiska laboratorier i Tartu (1977–1980) och Tallinn (1980–1990).
Sedan 1990 är Saarma professor och chef för Institutet för bioteknologi vid Helsingfors universitet. Hans forskning är fokuserad på cellsignalering i nervsystemet, särskilt den neurotrofa faktorn GDNF. Identifikationen av dess cellmembranreceptor och klarläggandet av dess funktioner i andra system, till exempel dess roll vid spermiebildningen, har varit uppmärksammade genombrott. Saarma sköter  förtroendeuppdrag förutom i Finland även i Estland och andra länder och har erhållit många sovjetiska, finländska och europeiska utmärkelser. År 200 valdes han till utländsk ledamot av Finska Vetenskapsakademien och 2015 till ledamot av Academia Europaea.